# Cuspidaria occidua
Cuspidaria occidua is een tweekleppigensoort uit de familie van de Cuspidariidae. De wetenschappelijke naam van de soort is voor het eerst geldig gepubliceerd in 1931 door Cotton.